# George Glauberman
George Glauberman (Nova Iorque, 3 de março de 1941) é um matemático estadunidense.
Foi palestrante convidado do Congresso Internacional de Matemáticos em Nice (1970). Em 2012 foi eleito fellow da American Mathematical Society.

## Publicações selecionadas
- Glauberman, George (1964), «On loops of odd order», Journal of Algebra, ISSN 0021-8693, 1: 374–396, MR 0175991, doi:10.1016/0021-8693(64)90017-1
- Glauberman, George (1966), «Central elements in core-free groups», Journal of Algebra, ISSN 0021-8693, 4: 403–420, MR 0202822, Zbl 0145.02802, doi:10.1016/0021-8693(66)90030-5
- Glauberman, George (1968), «A characteristic subgroup of a p-stable group», Canadian Journal of Mathematics, ISSN 0008-414X, 20: 1101–1135, MR 0230807, doi:10.4153/cjm-1968-107-2
- Glauberman, George (1968), «Correspondences of characters for relatively prime operator groups.», Canadian Journal of Mathematics, ISSN 0008-414X, 20: 1465–1488, MR 0232866, doi:10.4153/cjm-1968-148-x
- Glauberman, George (1968), «On loops of odd order. II», Journal of Algebra, ISSN 0021-8693, 8: 393–414, MR 0222198, doi:10.1016/0021-8693(68)90050-1
- Bender, Helmut; Glauberman, George (1994), Local analysis for the odd order theorem, ISBN 978-0-521-45716-3, London Mathematical Society Lecture Note Series, 188, Cambridge University Press, MR 1311244